# John Fredriksen

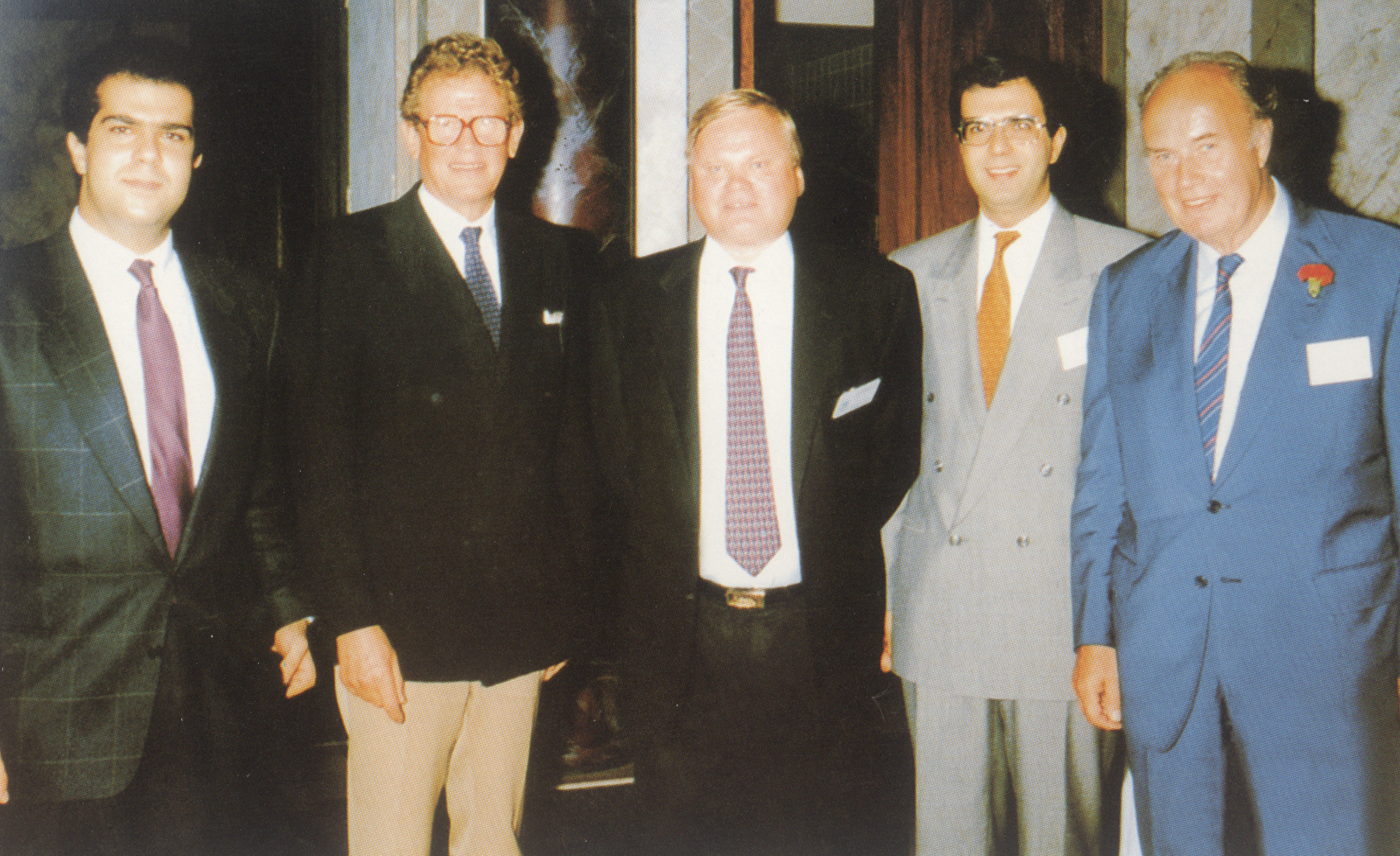
John Fredriksen (Mitte) mit Stelios Haji-Ioannou (links) und weiteren bei einem Treffen, 1989

John Fredriksen (* 11. Mai 1944 in Etterstad bei Oslo) ist ein norwegisch-zyprischer Milliardär und Finanzinvestor. Er besitzt die größte Tankerflotte der Erde und ist über seine Firma Mowi der weltgrößte Produzent von Zuchtlachs.

## Leben
John Fredriksen wurde am 11. Mai 1944 als Sohn eines Schweißers geboren und wuchs in einfachen Verhältnissen auf. Er besuchte das Abendgymnasium, während er bei einem Schiffsmakler arbeitete. Später startete Fredriksen in Deutschland. Als junger Broker verschiffte er Ladungen mit Frischfisch von Island nach Hamburg. Später zog er in die USA und Kanada. In den späten 1960er Jahren startete er sein Öl-Engagement. Fredriksen verkaufte Rohöl aus Saudi-Arabien und dem Irak an den Westen.
Als Mitte der 70er-Jahre der Ölhandel wegen der Ölkrise beinahe zusammenbrach, machte sich Fredriksen 1974 selbständig; er kaufte eine große Anzahl Schiffe auf und startete seine eigene Tankerflotte, die heute mit fast 90 Schiffen die größte der Welt ist.
Die Kontakte in den Nahen und Mittleren Osten pflegt Fredriksen so gut, dass er während des achtjährigen Krieges zwischen Iran und dem Irak (1980 bis 1988) einer der wenigen Händler war, der iranisches Öl lieferte.
Zugleich blieb er selbst lieber dem Licht der Öffentlichkeit fern. Dass er Schiffe besaß, gab er nie zu, sondern verwies auf ungenannte Investoren. „Ich war verschwiegener als heute“, sagt Fredriksen. Auch Kritik, er habe das Apartheid-Regime in Südafrika durch Öllieferungen gestützt, wies er zurück: Das hätten alle norwegischen Reeder getan.

## Firmen
Durch seine Investmentgesellschaften Hemen Holding (Limassol, Zypern) und Meisha kontrolliert Fredriksen die Unternehmen Frontline und Golar LNG. Er hat ebenso Kapitalbeteiligungen an dem Bohrinselbetreiber Seadrill (28 %), der Fischgesellschaft Mowi, sowie der Golden Ocean Group. Fredriksen gab kürzlich bekannt, dass er 9,6 % der ebenfalls großen Schiffsgesellschaft, der Overseas Shipholding Group, halte. Durch sein Engagement bei dem deutschen Konzern TUI wurde Fredriksen auch in deutschen Medien bekannt. Er drängt darauf, Hapag-Lloyd aus dem TUI-Konzern auszugliedern, so dass er bei der Konsolidierung der globalen Container-Schifffahrt besser profitieren kann.

## Staatsbürgerschaft
Er war der reichste Mensch in Norwegen, bis er sich im Mai 2006 nach Streit mit den norwegischen Steuerbehörden dafür entschied, seinen Pass abzugeben und die Staatsbürgerschaft der Republik Zypern anzunehmen.
Er sagte dazu in Bezug auf das Steuersystem und Bürokratie in Norwegen in einem Interview:
„Es ist heute fast unmöglich, in Norwegen Geschäfte zu machen“.

## Privatvermögen
Das US-amerikanische Magazin Forbes schätzt Fredriksens Privatvermögen 2012 auf 11,3 Milliarden US-Dollar. Damit liegt er auf Platz 75 der reichsten Menschen der Welt.
Forbes verglich Fredriksen 2001 mit dem Reeder Aristoteles Onassis und sagte: „A tanker fleet bigger than anything Aristotle Onassis ever had“ (deutsch: Eine Flotte größer als alles, was Aristoteles Onassis jemals hatte.)

## Familie
Fredriksen ist verwitwet. Der Krebstod seiner Frau Inger Astrup (* 1950) rief Ende 2006 in Norwegen große Anteilnahme hervor. Die Zwillingstöchter Kathrine und Cecilie (* 1983) arbeiteten sich in Singapur ins Schifffahrtsgeschäft ein und sind heute in seinem Konzern beschäftigt. Fredriksen lebt derzeit in London.

## Film
- Lachsfieber. Dokumentarfilm, Deutschland, 2010, 43 Min., Buch und Regie: Wilfried Huismann und Arno Schumann, Produktion:  AnaConda International Film, WDR, Erstsendung: 10. März 2010, Filminformationen von Huismann.